# Barama
Barama (auch Bavarama, Ghibarama, Gibarama und Yibarambu) ist eine Bantusprache und wird von circa 6000 Angehörigen der Yibarambu in Gabun gesprochen (Zensus 1990). 
Sie ist in der Provinz Ogooué-Maritime östlich von Omboué und in der Provinz Nyanga westlich von Moabi verbreitet.

## Klassifikation
Barama ist eine Nordwest-Bantusprache und gehört zur Sira-Gruppe, die als Guthrie-Zone B40 klassifiziert wird.